# Hsu Heng-pin
Hsu Heng-pin (Taichung, 17 de abril de 1993) es un futbolista taiwanés que juega en la demarcación de centrocampista para el Taichung Futuro FC de la Liga Premier de Fútbol de Taiwán.

## Selección nacional
Hizo su debut con la selección de fútbol de China Taipéi el 7 de junio de 2021 en un partido de clasificación para la Copa Mundial de Fútbol de 2022 contra Australia que finalizó con un resultado de 5-1 a favor del combinado australiano tras el gol de Gao Wei-jie para Taiwán, y de Trent Sainsbury, Harry Souttar, Jamie Maclaren y un doblete de Mitchell Duke para Australia.

## Clubes
| Club                  | País   | Año       | Partidos | Goles |
| --------------------- | ------ | --------- | -------- | ----- |
| Ming Chuan University | Taiwán | 2011-2012 | 12       | 5     |
| NTUS FC               | Taiwán | 2013-2015 | 22       | 7     |
| NSTC FC               | Taiwán | 2017-2018 | 41       | 5     |
| Taichung Futuro FC    | Taiwán | 2018-     | 35       | 1     |